# Songket
Songket es un tipo de tela tejida y ropa tradicional que inicialmente se originó en la isla indonesia de Sumatra. Songket se puede clasificar en la familia de tejidos de brocado. Songket se teje a mano con hilos de oro y plata. Los hilos metálicos metálicos tejidos sobre un fondo de tela crean un efecto de brillo brillante. Los materiales de tela comúnmente utilizados en la fabricación de Songket incluyen seda, algodón y algodón de seda.

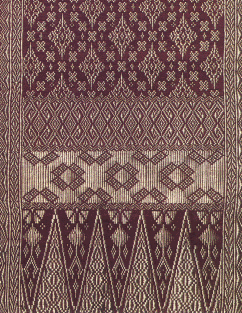
Songket Minangkabau con el motivo de pucuak rabuang (brotes de bambú) en la parte inferior que simboliza los brotes de bambú.

Songket se asocia a menudo con el imperio Srivijaya ya que el origen de la tradición songket proviene de, varios tipos de songket populares no se pueden separar de lugares que alguna vez estuvieron bajo el gobierno de Srivijaya, uno de los lugares dominantes que también se cree que fue la capital del Imperio Srivijaya en el pasado, a saber, Palembang, que se encuentra en Sumatra Meridional. Además de Palembang, varias áreas de Sumatra son también las mejores ubicaciones de producción de songket en su clase, que incluyen áreas en Minangkabau o Sumatra Occidental como Pandai Sikek, Silungkang, Koto Gadang, y Padang. Fuera de Sumatra, songket también se produce en regiones como Bali, Lombok, Sambas, Sumba, Makassar, Sulawesi y otras áreas de Indonesia.

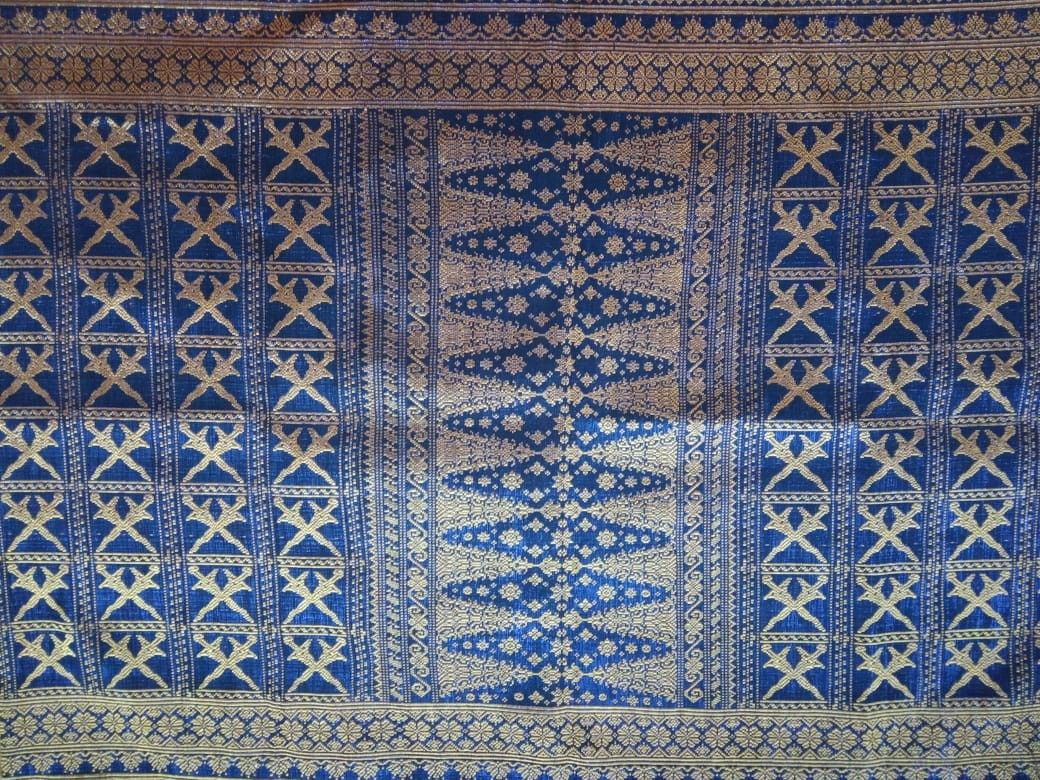
El Songket Minangkabau en color azul océano con una combinación de motivos entre pucuak rabuang (brotes de bambú) y kris (daga tradicional indonesia) simboliza la nueva esperanza y la fuerza de los nativos de la isla de Sumatra.

La tradición Songket es reconocida como Patrimonio Cultural Inmaterial Nacional por Ministerio de Educación y Cultura de Indonesia. La tradición Songket incluye la tradición Songket original Palembang y Sambas en 2013; Songket Pandai Sikek en 2014; Tradición Songket de Beratan, Bali en 2018; y la tradición Songket Silungkang en 2019.
Debido a los factores históricos del imperio Srivijaya, el comercio y los matrimonios mixtos, Songket también se ha vuelto popular en la región marítima del sudeste asiático, especialmente en países de Indonesia como Brunéi, Malasia y Singapur.

## Etimología

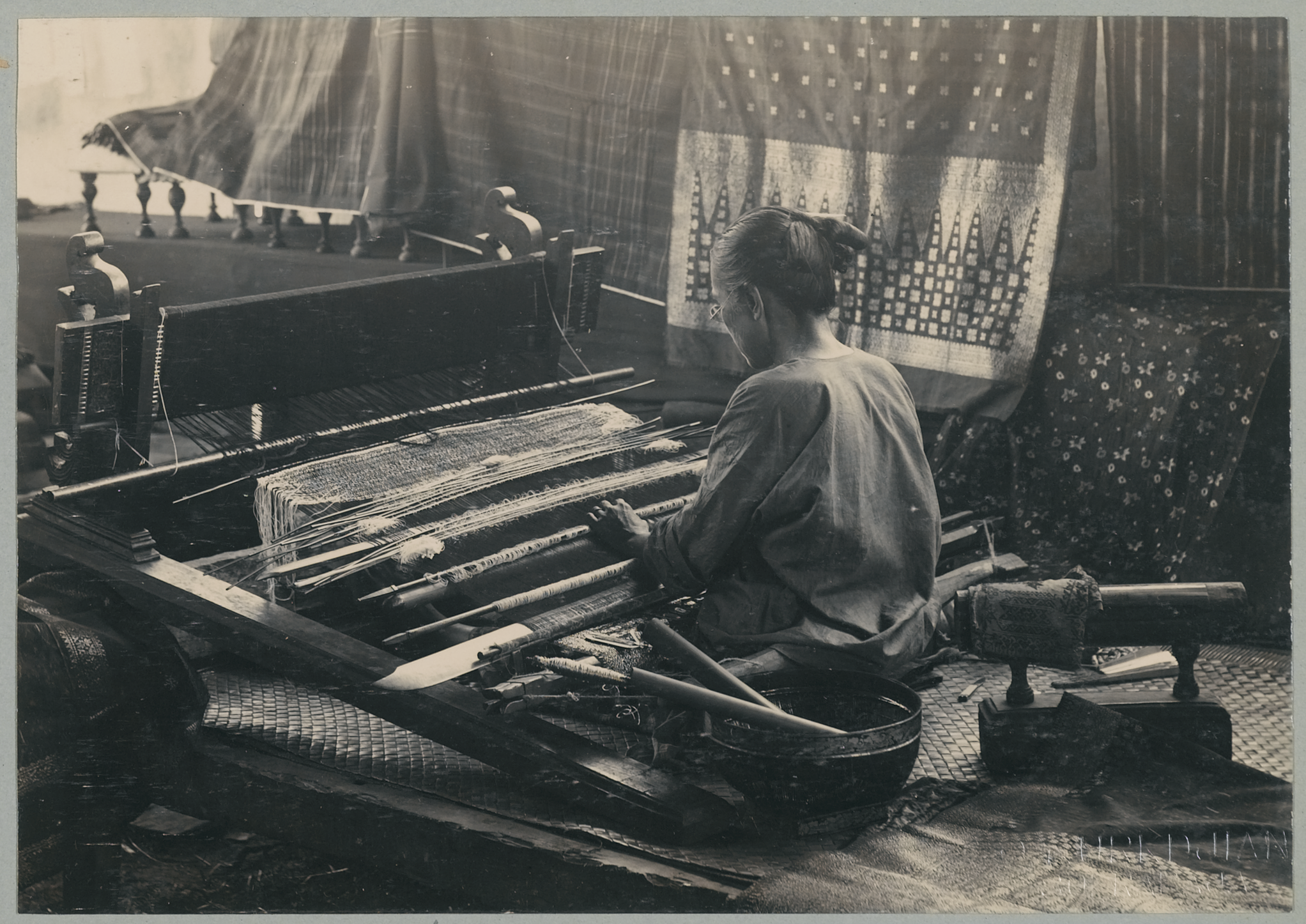
Tejedora de Songket en el pasar malam en Surabaya c. 1905-1906

Etimológicamente, el término "songket" proviene de palabra híbrida en el idioma Palembang, a saber "songsong" + "teket" que significa "elevar" y "bordado" respectivamente, esto se refiere o se refiere al método de tejer Songket en sí; es decir, enganchando y tomando un trozo de tela tejida, luego metiendo el hilo dorado.

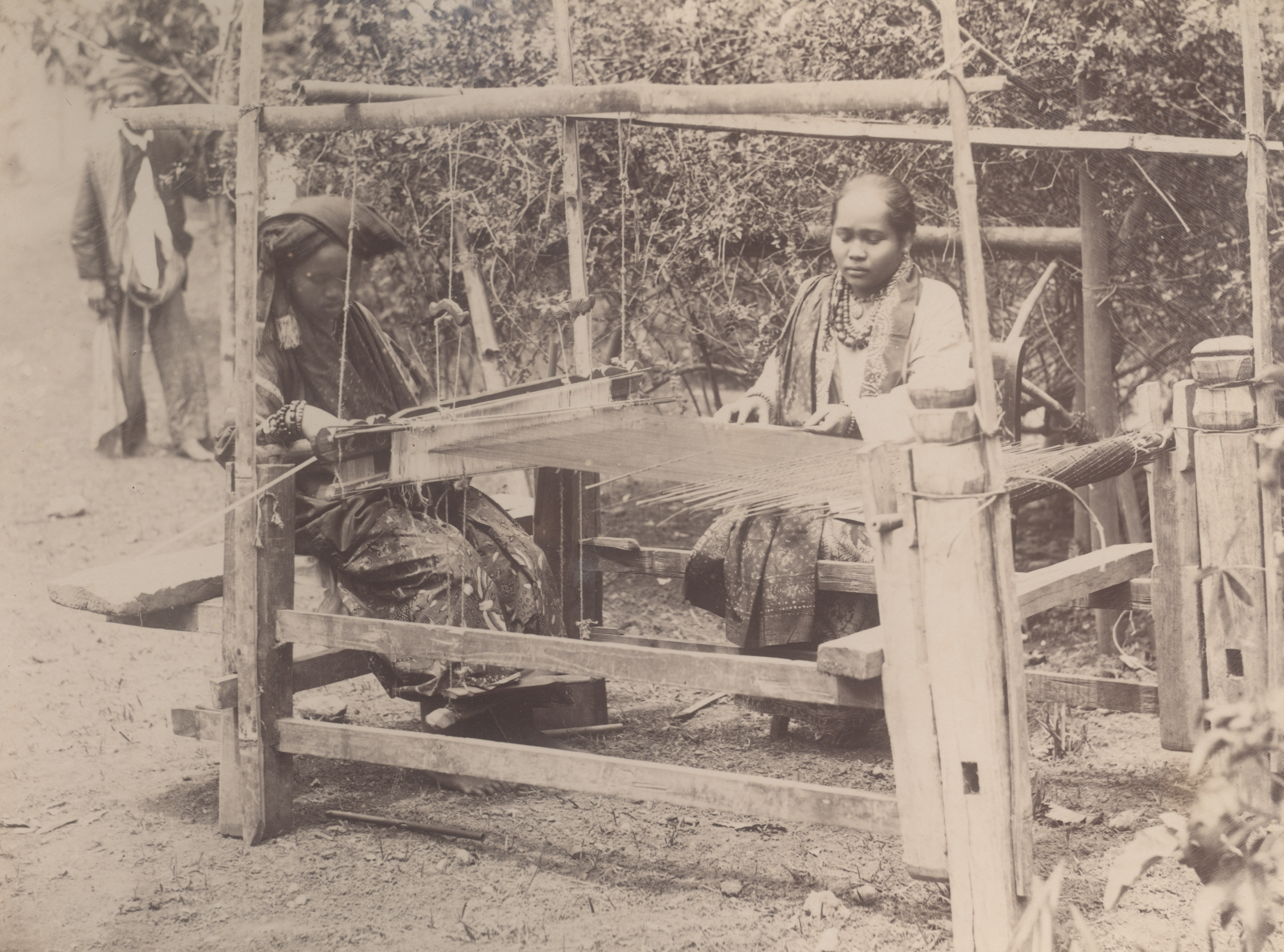
Tejedoras de Songket en la costa oeste de Sumatra c. 1890

El término songket se adoptó más tarde como "sungkit" o "sangkut" tanto en indonesio como en malayo, que significa "enganchar", "morder" o "ahuecar".

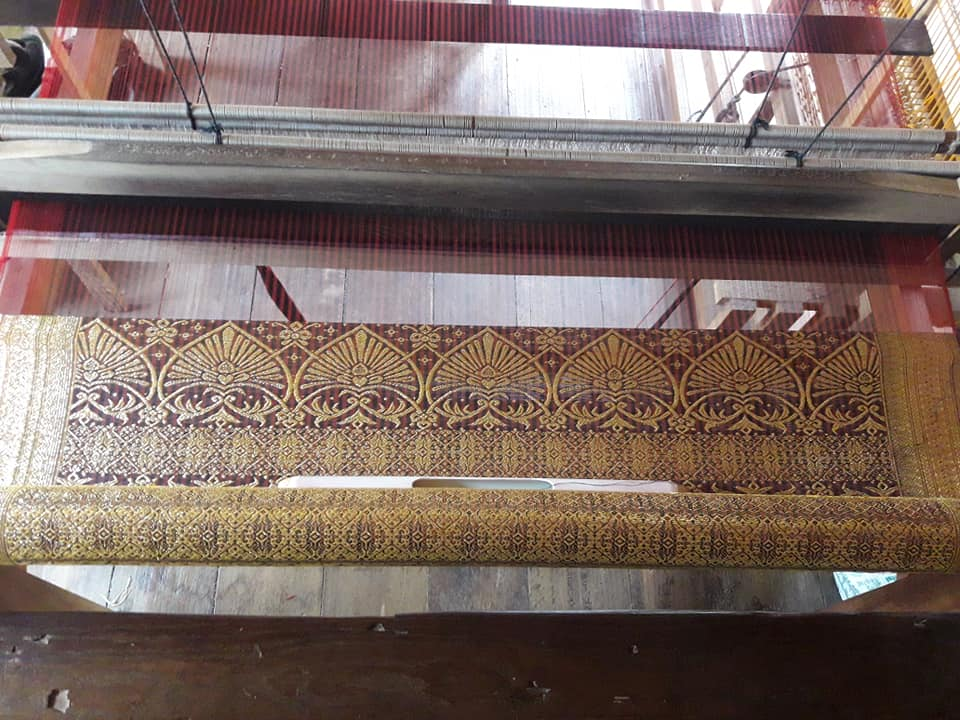
El proceso de tejido para hacer Songket de Minangkabau con el motivo de Siriah Gadang utilizando un tejedor, todo el proceso de tejido se realiza manualmente a mano

Además, en otra teoría, la palabra "songket" también puede provenir del término "songka", que es un sombrero típico Palembang que se cree que es la primera vez que se convierte en la costumbre del hilo para comenzó el tejido con oro.

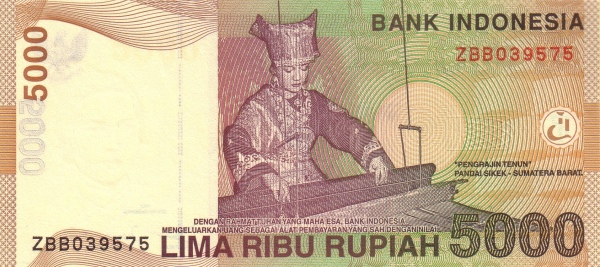
Tejedor Songket de Pandai Sikek, Sumatra Occidental representado en la parte posterior de 5000 Rupia indonesia emitida en 1998-2005, el tejedor también representado con el atuendo de Minangkabau hecho de Songket

## Historia
Tradiciones de tejido Songket, históricamente originadas en la corte del imperio Srivijaya, un próspero imperio comercial marítimo de los siglos VII al XIII con sede en Sumatra. Palembang y Minangkabau la gente del área de Pandai Sikek son los mejores y más famosos productores de songket en Indonesia.

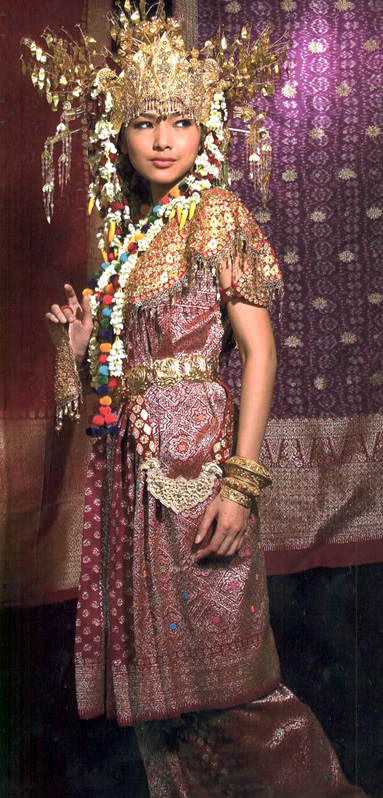
Aesan Gede es un vestido de novia tradicional Palembang, Sumatra del Sur, Indonesia. Utiliza tela Songket con hilos de plata y oro, así como joyas de oro. Este traje rico y lujoso muestra el esplendor del imperio Srivijaya. Esta es una prueba del legado que aún se conserva bien desde el imperio Srivijaya en términos de tela real

Los registros arqueológicos indican que la gente de Sumatra del Sur conoce a Songket desde el siglo IX, como se puede ver en estatuas antiguas, motivos de tela del sitio del complejo del templo Bumiayu en Penukal Abab Lematang Ilir Regencia, Sumatra del Sur, Indonesia.

Minangkabau mujeres con ropa tradicional de Songket en la costa oeste de Sumatra c. 1887

Songket es un textil de lujo que requería una cantidad de pan de oro real e hilo de oro para ser tejido a mano en hermosas telas. Históricamente, las minas de oro se encuentran en el interior de Sumatra; Jambi y las tierras altas de Minangkabau. Se encontraron hilos de oro enterrados en las ruinas de Srivijaya en Sumatra junto con rubíes sin pulir y piezas de chapa de oro. Existe una clara evidencia de que los tejedores locales usaban hilo de oro desde el siglo VII hasta principios del VIII siglo.

Dos mujeres de Minangkabau vestidas con trajes tradicionales hechos de Songket en la costa oeste de Sumatra, las tierras altas de Minangkabau, Sumatra occidental c. a finales del siglo XIX

A mediados del siglo XVI, la tradición del tejido Songket alcanzó su punto máximo como una de las artesanías locales por excelencia que originalmente floreció dentro de la dinastía del pueblo Palembang. La tela fue tejida e inicialmente usada por la nobleza local, que fue heredada por la tradición del imperio Srivijaya, pero su uso se extendió más tarde a los plebeyos que la usaban en bodas y otras ceremonias tradicionales.

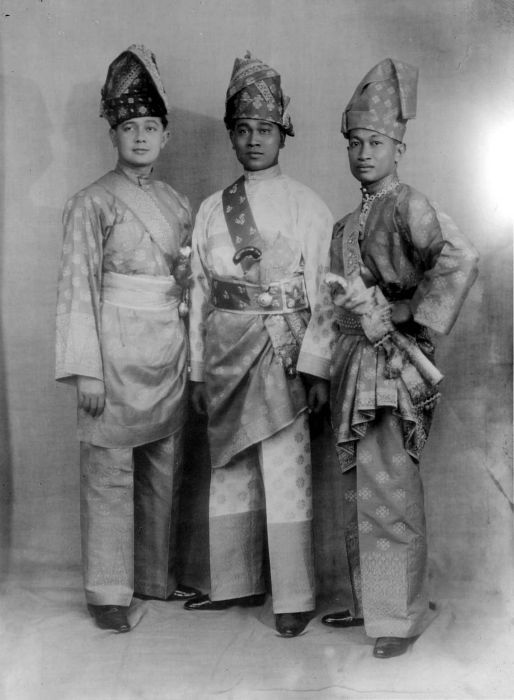
Los príncipes de Deli, Langkat y Serdang vestidos con ropa real hecha de Songket en Sumatra c. 1880

Palembang es uno de los importantes centros de comercio, especialmente durante la era del Imperio Srivijaya que juega un papel importante en las actividades comerciales en el Sudeste de Asia. Parte de la tela Songket producida en Palembang se exportó a algunas regiones vecinas de la propia isla Sumatra, y la península malaya. El Terengganu y Kelantan de la península malaya (partes de la actual Malasia) no tienen relatos literarios sólidos sobre la tradición de tejido Songket, pero de alguna manera los tejedores locales afirmaron que la tradición Songket llegó a las cortes malayas de Terengganu en el siglo XVI y Kelantan en el siglo XVII se originan en las regiones de Sumatra de Palembang y Jambi.

Hombre de Minangkabau vestido con la tela tradicional hecha de Songket en la costa oeste de Sumatra, alrededor de Padang c. 1890

Algunas de las literatura históricas antiguas que se mencionaron sobre Songket incluyen:
1. El libro de poemas crónicos preislámicos de Syair Bidasari (tdl. el Bidasari Sha'ir) de ciudad de Palembang; hay una frase repetida de "berkain songket tekat celari" (tdl. para usar songket, una tela de seda adornada con motivos con hilo de oro).[25][26]
2. El libro de anales del siglo XVII de Hikayat Aceh (tdl. los Aceh Anales); describiendo la tela Songket decorada con el motivo dorado pueblo Minangkabau Minangkabau de pucuak rabuang (tdl. los brotes de bambú).[27]

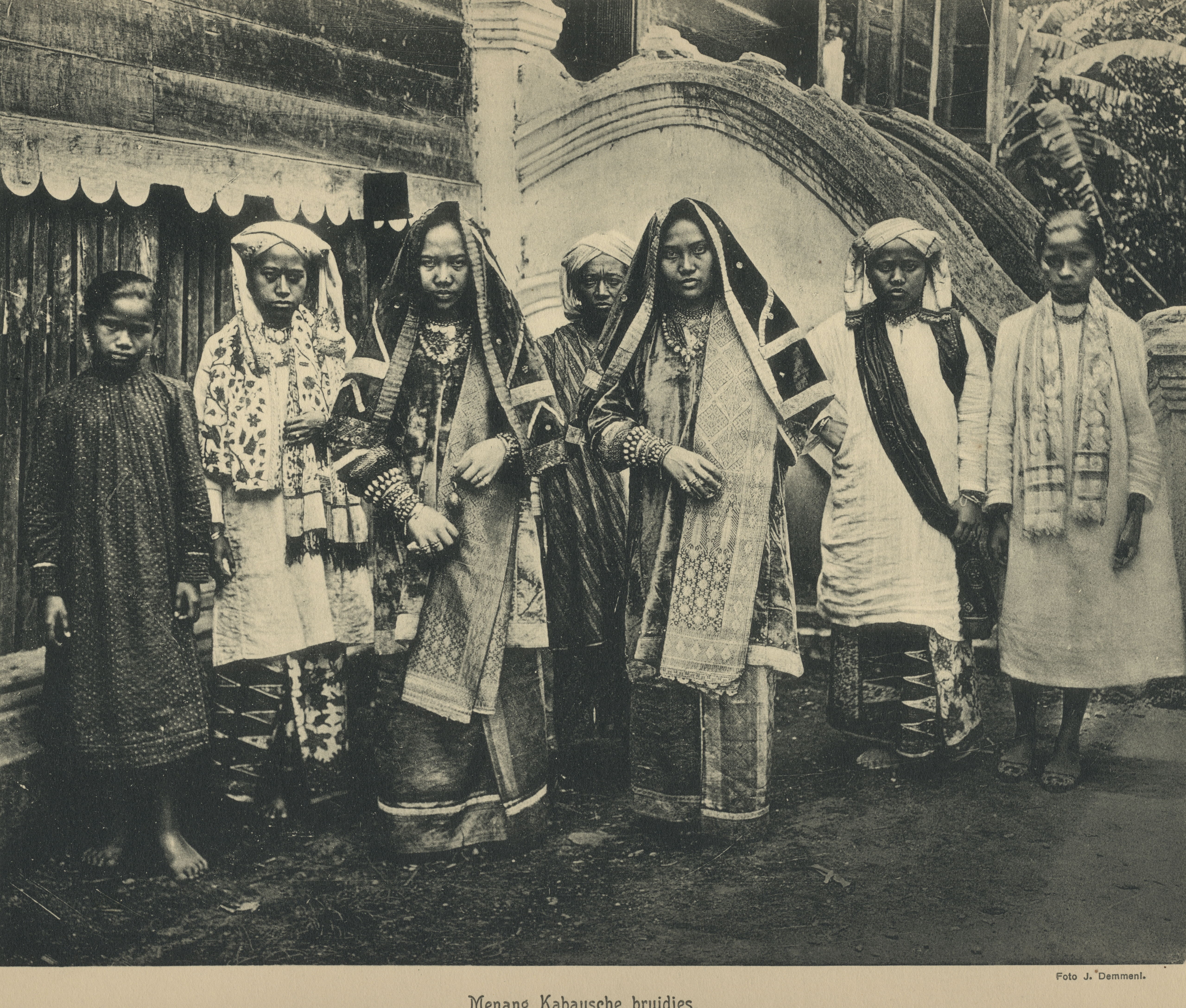
Mujeres de Minangkabau vestidas con atuendos Songket en la costa oeste de Sumatra c. 1866

Las cuentas de neerlandeses también proporcionaron información tan importante sobre la historia de la tradición Songket en el sudeste asiático. Uno de los primeros documentales de literatura holandesa sobre Songket se pudo rastrear en 1823 por Van Sevenhoven, describió a Songket como:

... la mejor tela de seda entretejida con
El hilo de oro se fabricaba en Palembang y se exportaba a todas partes ...

También informó que Songket Palembang era caro en comparación con
a otros bienes. W.L. De Sturler, un oficial neerlandeses que residió en la ciudad de Palembang desde 1821 hasta 1824, escribió y describió Songket como una tela tejida con la variedad de tipos de productos:

... pareos, el pañuelo y los pañuelos estaban entretejidos con oro, y la durabilidad, el material y el color de esta tela eran supremos ...

C.F.G. Praetorius menciona en su libro de 1843 "Eenige Bijzonderheden Omtrent Palembang" que la tradición Songket tiene su origen en Palembang, también se describe que la tela tejida Songket se produjo y se usó inicialmente para la dinastía real de Palembang y su calidad conocida como la mejor en Nusantara y más brillante que la Java una producción de personas. C.L. Blume también apoyó esta afirmación en su libro "De Indische Bij, Tijdschrift Ter Bevordering van de Kennis der Nederlandsche Volkplantingen en Derzelver Belangen" con fecha de 1848. Hasta hoy en día, Songket Palembang (junto con Songket Minangkabau) sigue siendo conocido por su calidad, y entre los más caros en comparación con los otros Songkets.

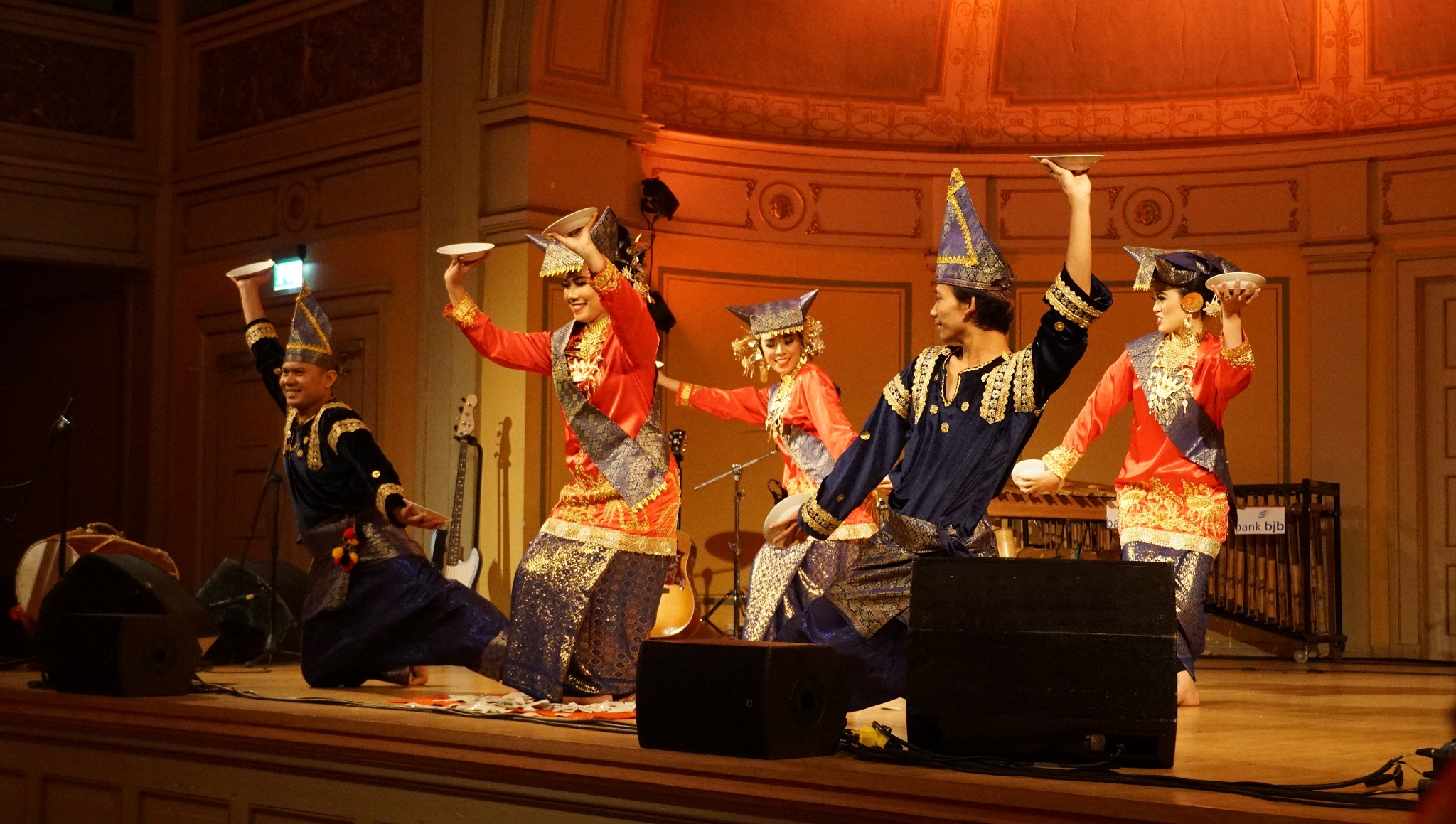
El Tari Piring se realiza en Noruega, es uno de los bailes tradicionales de Minangkabau que usan ropa tradicional hecha de Songket, que es considerada sagrada por el pueblo Minangkabau (los indígenas de las tierras altas de Minangkabau, Sumatra Occidental)

Hoy en día, la función de Songket ha cambiado de un marcador de estatus exclusivo de la nobleza a un símbolo de riqueza en el período colonial, y más recientemente se ha convertido cada vez más en un importante marcador de identidad de Wong Palembang (Palembang término para "Pueblo Palembang") y Sumatra personas en general o más ampliamente en Nusantara en su conjunto. Al mismo tiempo, los estilos, colores y patrones de songket se diversifican porque es crucial tener una amplia
gama de productos para satisfacer diferentes requisitos. La industria de Songket Palembang se ha transformado en una empresa internacional que ofrece oportunidades de empleo en la ciudad. La gente ha reconocido que los esfuerzos sostenidos mantienen la cultura Palembang Songket. Hogar de la mayor variedad de Songket del mundo; Indonesia es el único país del sudeste asiático que ha tomado medidas tan importantes para preservar, proteger y apoyar la industria Songket para la comunidad local de tejidos Songket en Indonesia Archipiélago y área internacional.

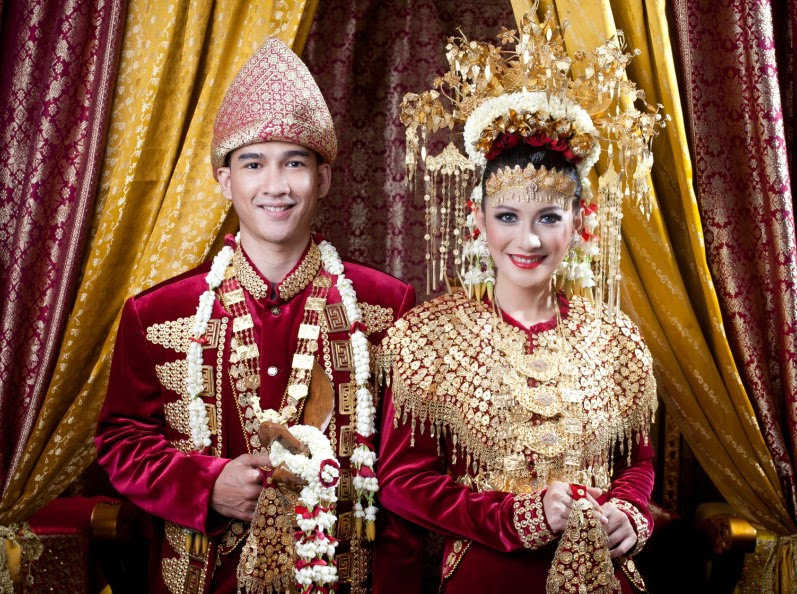
Los novios tribales de Palembang usan telas Songket decorativas que muestran esplendor y simbolizan el vínculo de influencia del imperio Srivijaya

## Imágenes

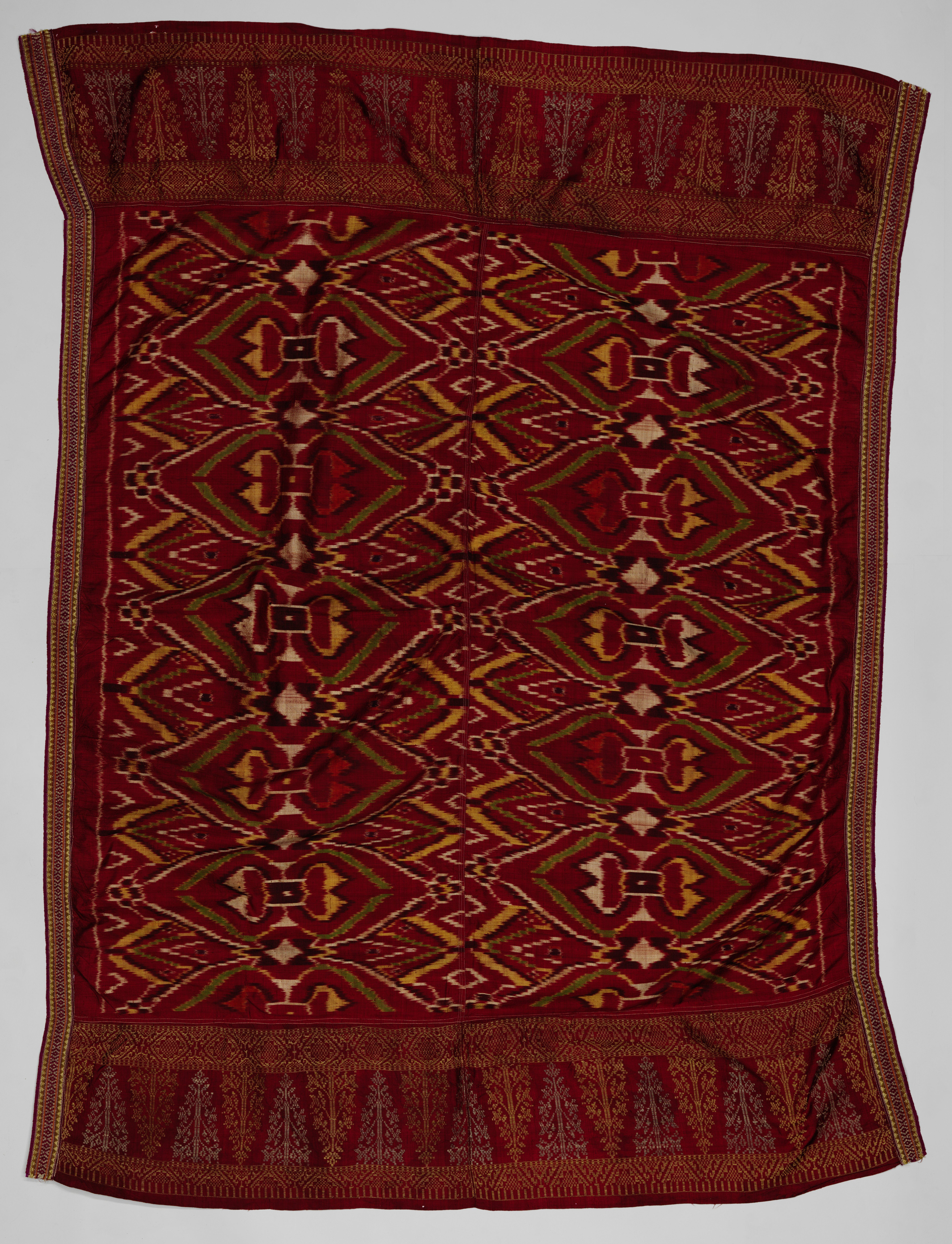
Paño del templo, Rijksmuseum Amsterdam
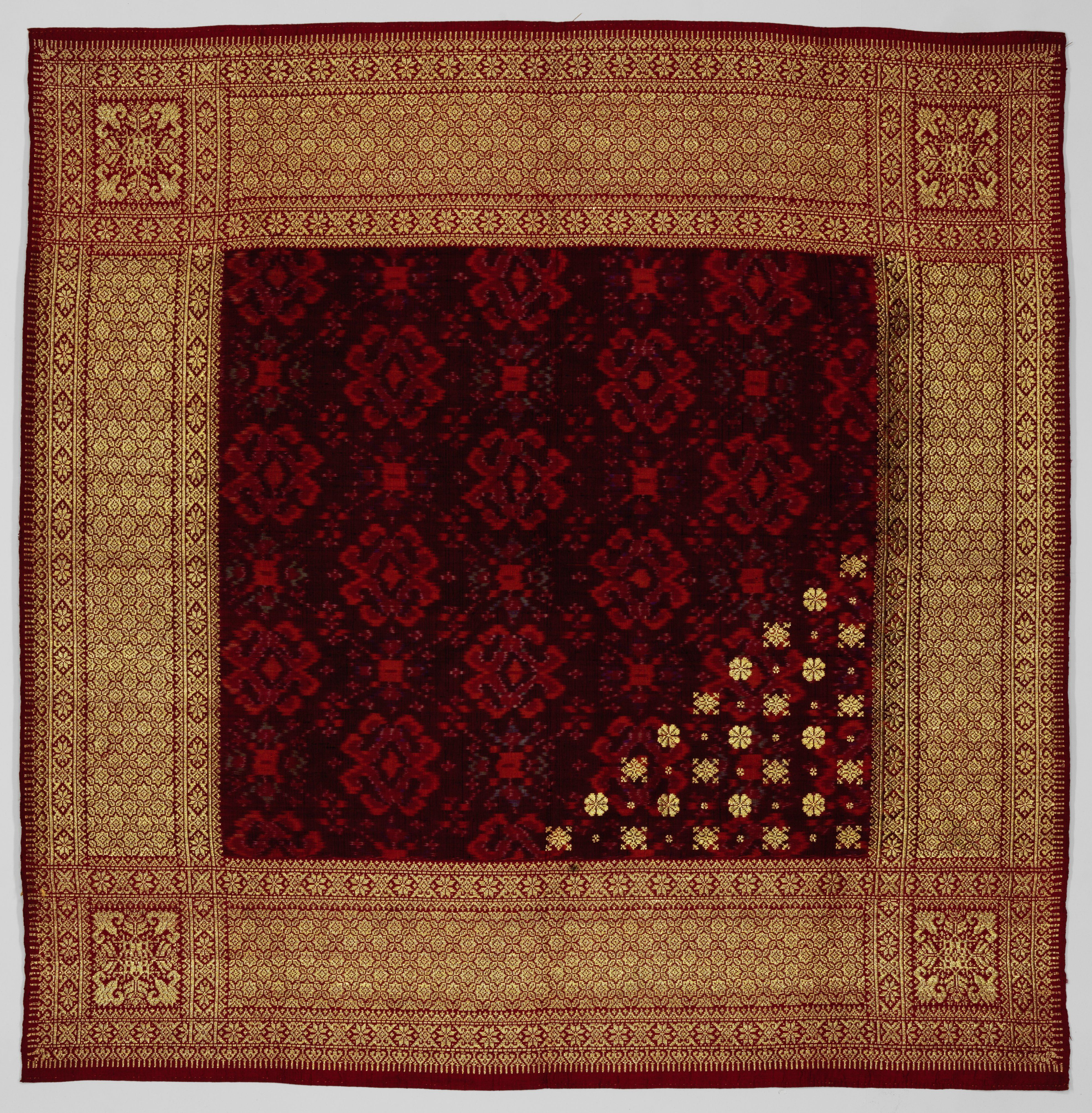
Pañuelo, Rijksmuseum Amsterdam
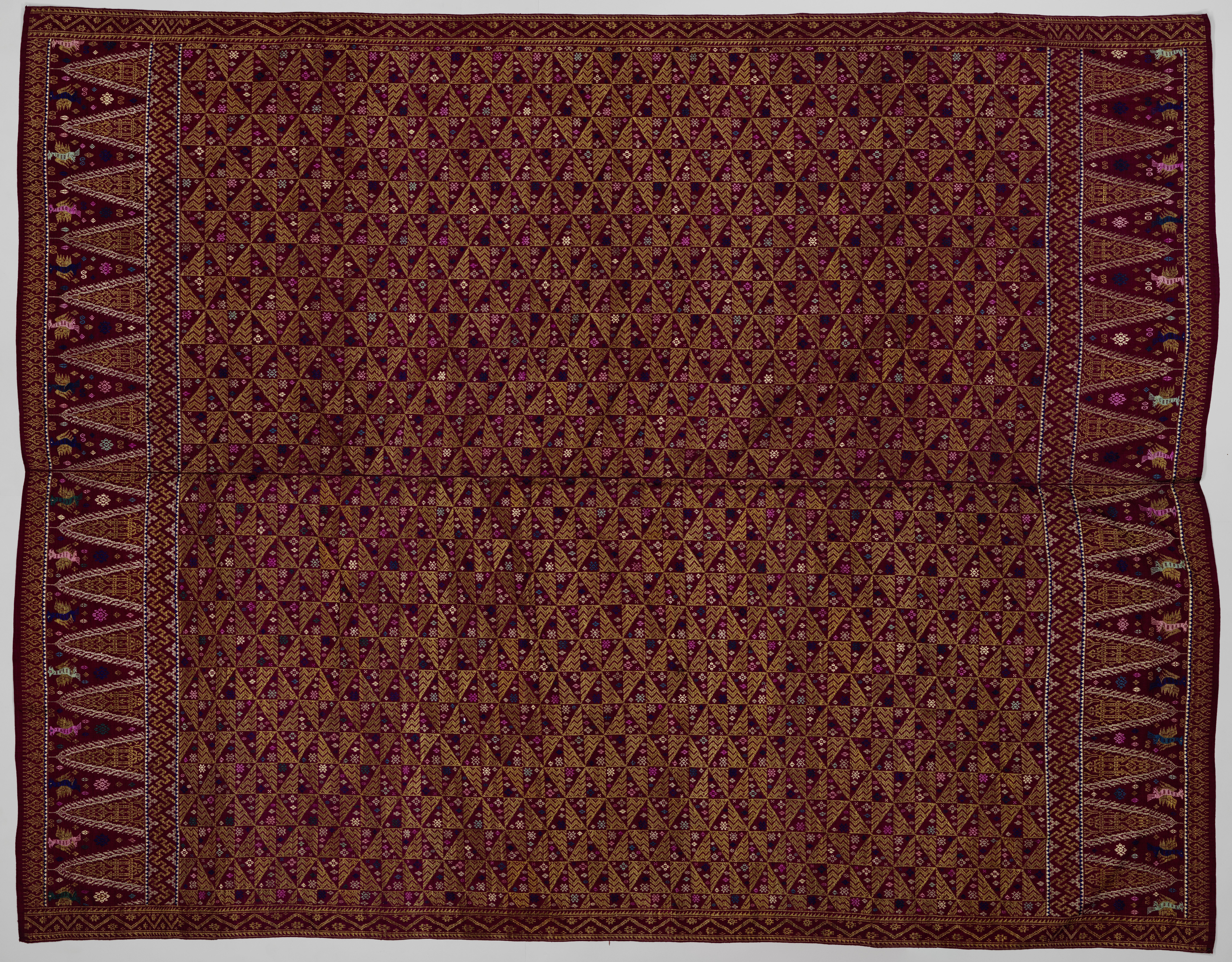
Paño de cadera, Rijksmuseum Amsterdam
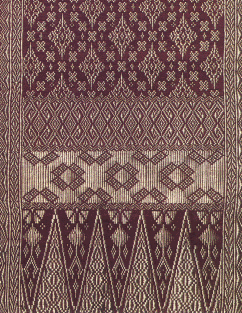
Songket Minangkabau